# Atractocarpus sessilifolius
Atractocarpus sessilifolius är en måreväxtart som beskrevs av André Guillaumin. Atractocarpus sessilifolius ingår i släktet Atractocarpus och familjen måreväxter.
Artens utbredningsområde är Nya Kaledonien. Inga underarter finns listade i Catalogue of Life.